# Eglantina Gjermeni

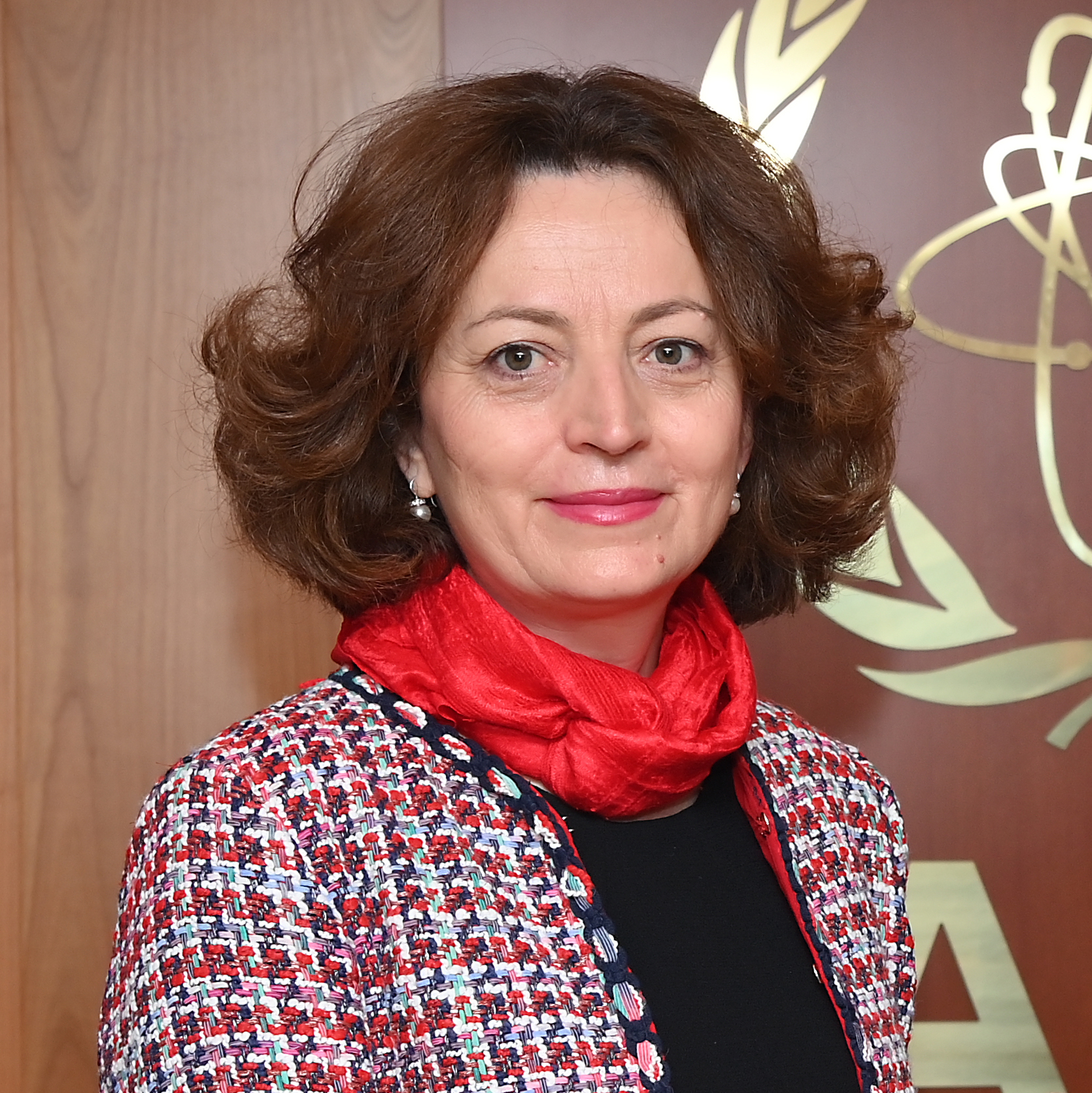
Eglantina Gjermeni (2022)

Eglantina Gjermeni (* 24. November 1968 in Kruja) ist eine albanische Politikerin (PS). Zwischen 2013 und 2017 war sie Ministerin für städtische Entwicklung (und Tourismus) im Kabinett Rama I. Seit Februar 2022 ist sie Botschafterin Albaniens bei der Ständigen Vertretung ihres Heimatland bei den Vereinten Nationen und anderen Internationalen Organisationen in Wien.

## Ausbildung
Eglantina Gjermeni studierte zwischen 1986 und 1990 Geschichtswissenschaft an der Universität Tirana. In den Jahren 1993 und 1994 absolvierte sie ebenda ein postgraduales Studium in Sozialer Arbeit, von 1997 bis 1998 machte sie den Master in Sozialer Arbeit an der Grand Valley State University in Michigan (USA). Von 1995 an war Gjermeni Dozentin im Departement für Soziale Arbeit der Fakultät für Sozialwissenschaften an der Universität Tirana. 2005 erhielt sie nach drei Jahren den Doktortitel in ihrer Fachrichtung. 2013 trat sie von ihrem Posten im Departement zurück.
Gjermeni spricht neben Albanisch auch fließend Englisch und Italienisch.

## Politische Laufbahn
Eglantina Gjermeni wurde 2009 zum ersten Mal als Abgeordnete der Sozialistischen Partei (PS) des Qark Tirana ins Parlament gewählt. Während ihrer ersten Amtszeit als Abgeordnete war sie Mitglied der Parlamentarischen Kommission für Gesundheit und Sozialfragen. 2013 wurde sie wiedergewählt, diesmal jedoch als Abgeordnete des Qark Fier. In dem Jahr stellten die Sozialisten nach mehr als acht Jahren wieder die Parlamentsmehrheit und ihr Vorsitzender Edi Rama konnte mit seinem Koalitionspartner LSI die Regierung bilden. Rama holte auch Gjermeni in sein Kabinett und ernannte sie zur Vorsteherin des neu gebildeten Ministeriums für städtische Entwicklung und Tourismus. Den Sitz im Parlament nahm an ihrer Stelle Adelina Rista (PS) ein.
Seit Januar 2012 ist Gjermeni Mitglied im Parteivorstand der Sozialisten.
Zwischen 1999 und 2009 war Gjermeni Vorsteherin des Zentrums der Geschlechterallianz für Entwicklung, einer gemeinnützigen albanischen Organisation, die für eine gleichgeschlechtliche Gesellschaft einsteht. Damals beriet sie regelmäßig das Entwicklungsprogramm der Vereinten Nationen und den Entwicklungsfonds der Vereinten Nationen für Frauen in Albanien.
Seit Februar 2022 ist sie ständige Vertreterin Albaniens bei den Vereinten Nationen, der OSZE und der IAEA in Wien.

## Familie
Eglantina Gjermeni ist mit Marian Gjermeni verheiratet. Das Paar hat zwei Kinder, Erik und Megi.